# Leslie Uggams
Leslie Uggams, född 25 maj 1943 i New York, är en amerikansk skådespelare.
Uggams har bland annat medverkat i de tre filmerna om Deadpool. Hon har även medverkat i TV-serien Rötter.

## Filmografi (i urval)
- 1977 – Rötter (TV-serie)
- 2016 – Deadpool
- 2018 – Deadpool 2
- 2023 – Pappa jagar utomjordingar (TV-serie)
- 2024 – Deadpool & Wolverine